# جزیره فرمانداران

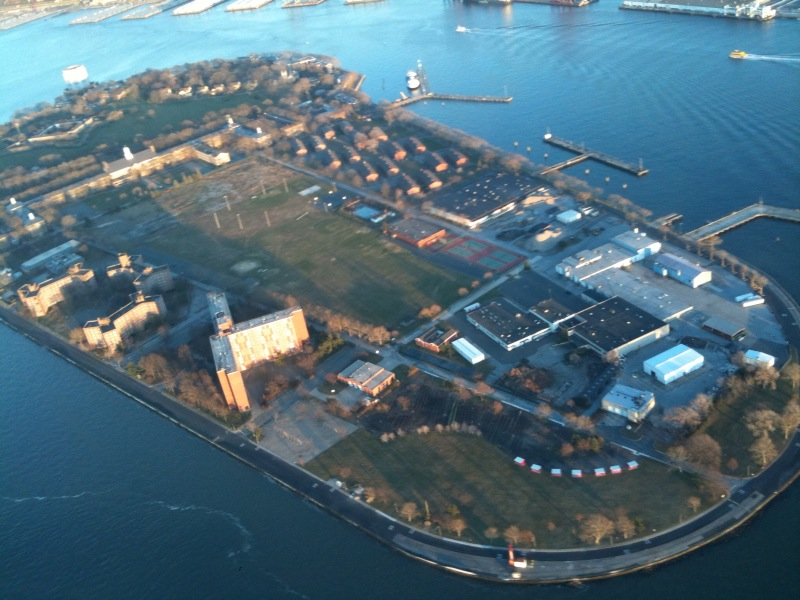
جزیره فرمانداران از بالا. تقریباً از غرب به شرق

نقشه جزیره فرمانداران

جزیره فرمانداران (به انگلیسی: Governors Island) نام جزیره ای در خلیج بالای نیویورک که در حدود نیم مایلی نوک جنوبی جزیره منهتن قرار گرفته است و به وسیله کانال باترمیلک از بروکلین جدا شده است. این جزیره از نظر قانونی بخشی از منهتن نیویورک است.
این جزیره اولین بار توسط کاشف هلندی آدریان بلاک نوتن ایلانت نامیده شد. (از ۱۶۱۱ تا ۱۷۸۴ میلادی) نام کنونی جزیره هشت سال پس از اعلامیه استقلال آمریکا از پادشاهی بریتانیای کبیر در ۱۷۷۶ میلادی انتخاب شد.

## نگارخانه

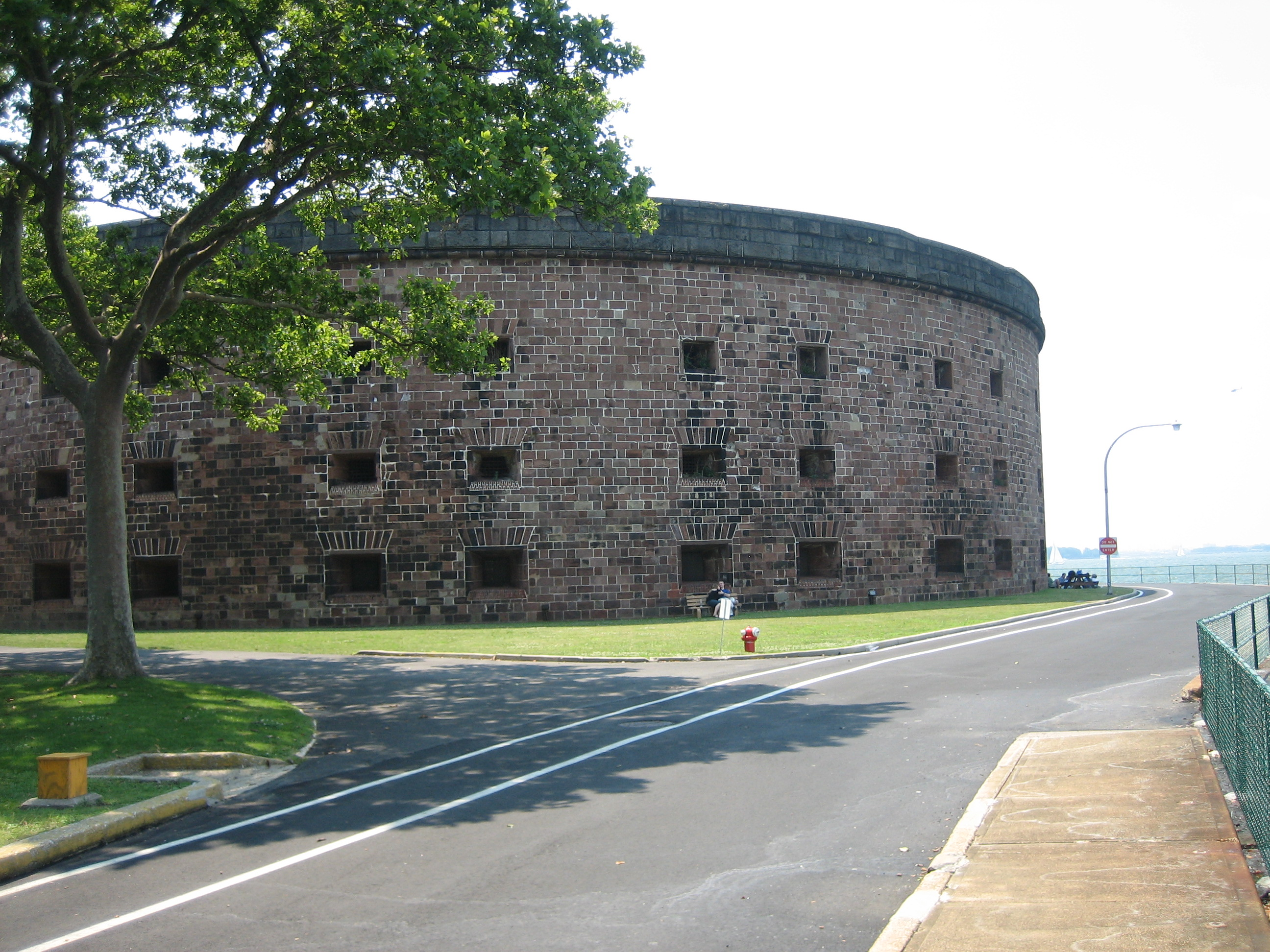
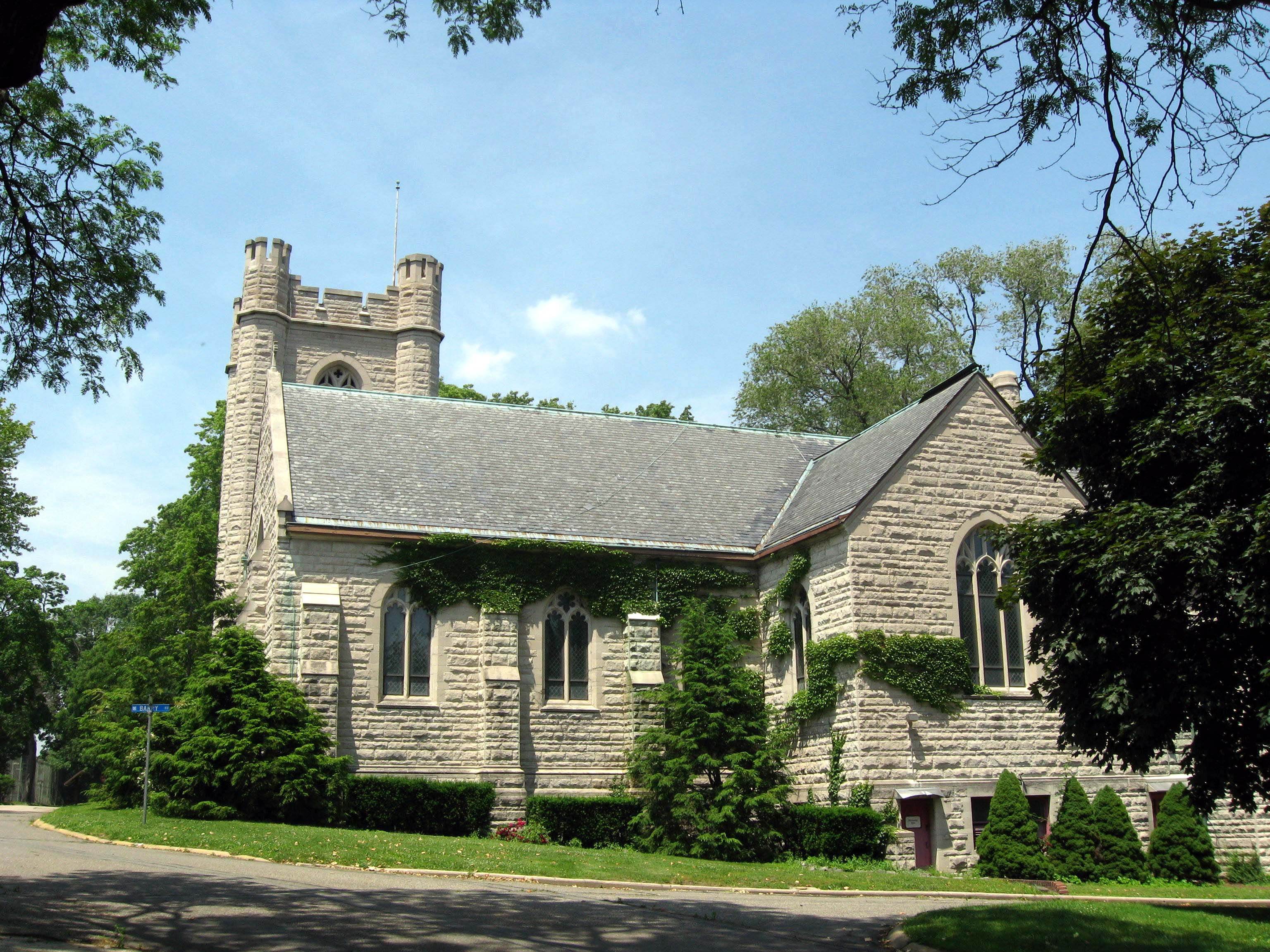
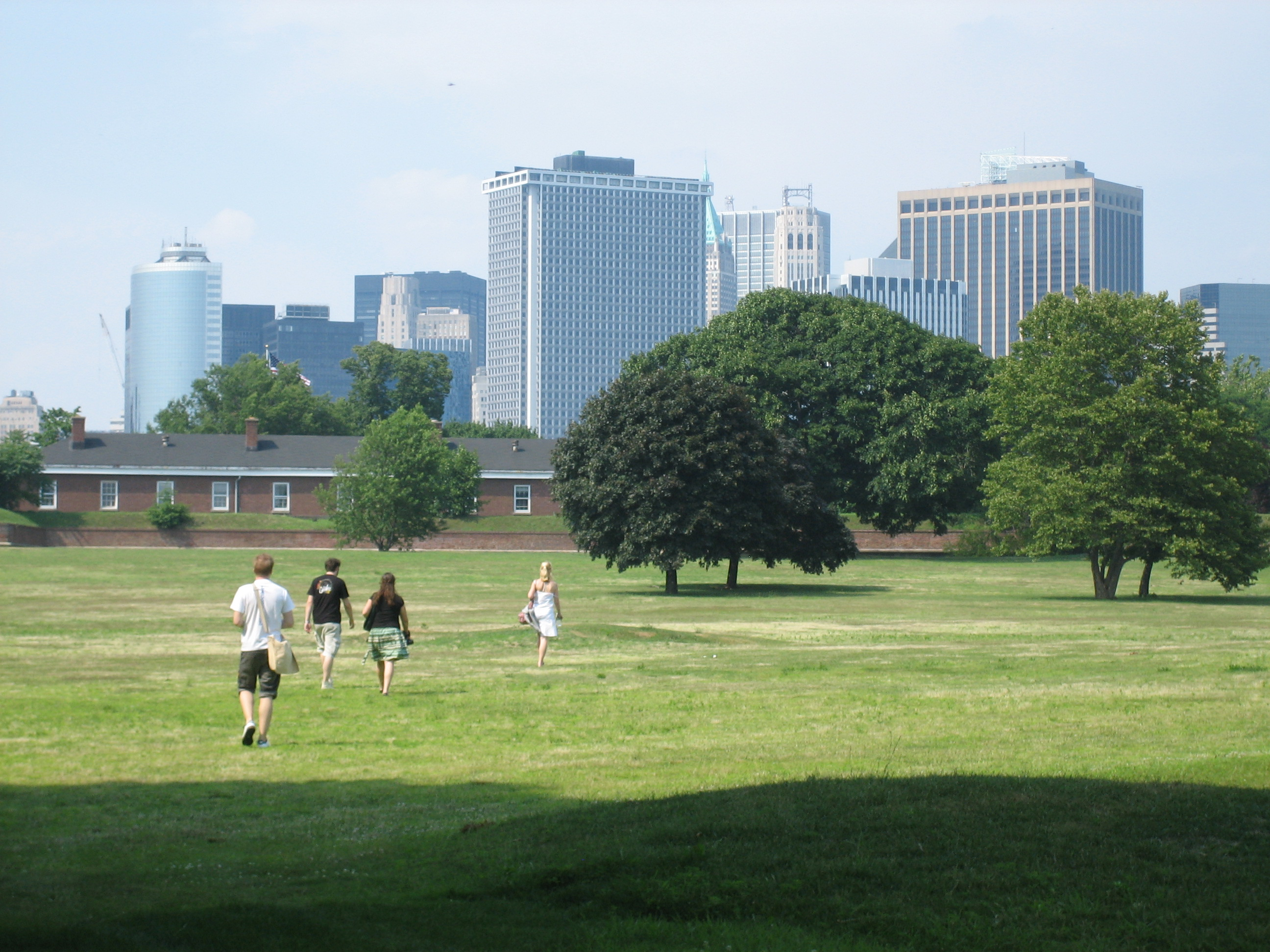